# Grotte d'Ebbou
La grotte d'Ebbou, ou grotte du Château d'Ebbo, est une grotte ornée située sur la commune de Vallon-Pont-d'Arc, dans le département de l'Ardèche, en région Rhône-Alpes.

## Description

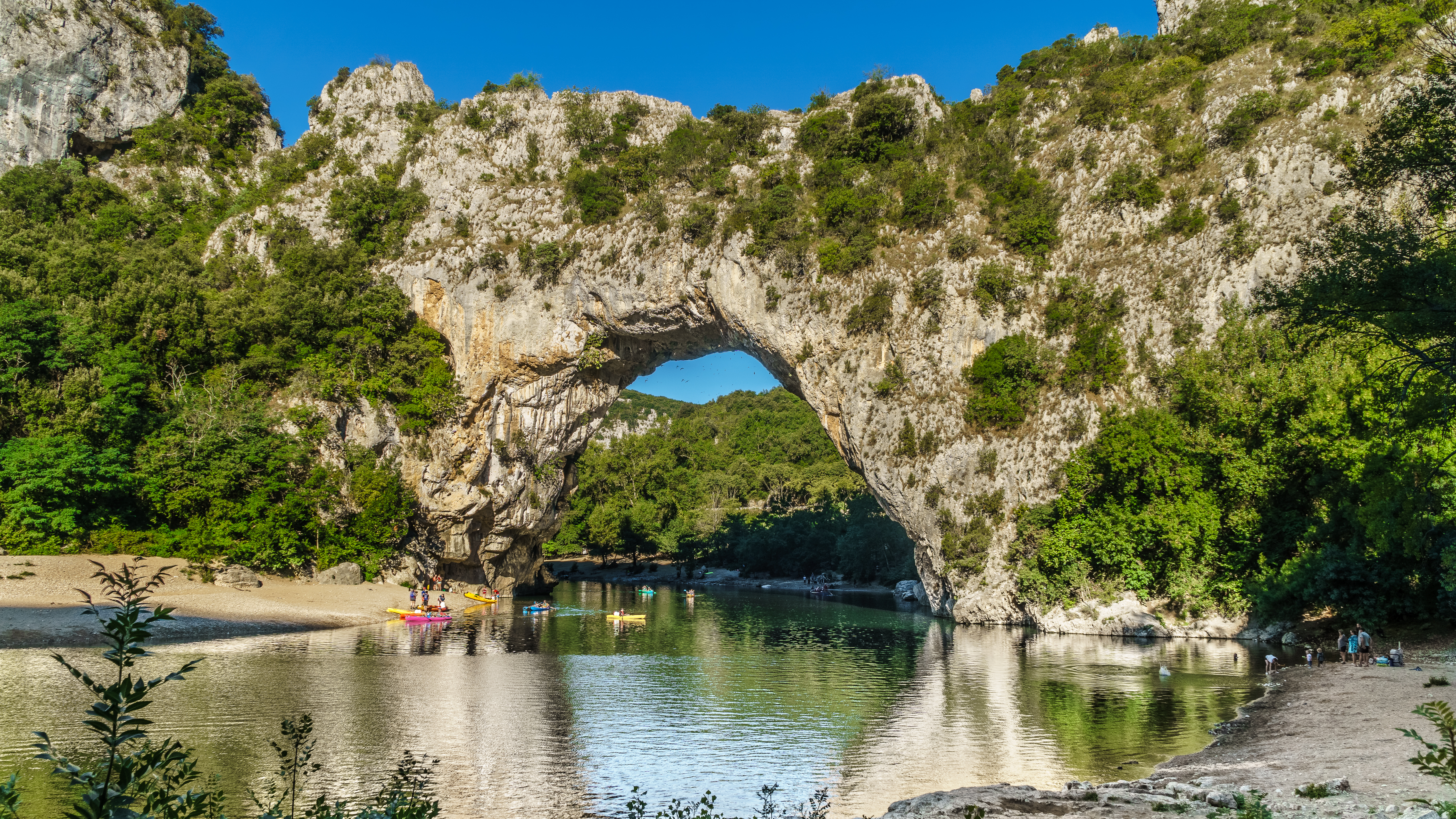
Le pont d'Arc, à Vallon-Pont-d'Arc

Sur la rive droite de l'Ardèche, au pied des falaises, à environ 1 km du Pont d'Arc, un porche monumental, orienté au nord, est suivi par un boyau étroit et des salles aux parois ornées de gravures préhistoriques.

## Historique
Les premières descriptions datent de Jules Ollier de Marichard en 1870, qui remarque certaines gravures pariétales, qualifiées de "signes du zodiaque".
André Glory authentifie la grotte en juillet 1947, et en réalise les premiers relevés. L'édifice est classé au titre des monuments historiques en 1947.

## Art pariétal
Une soixantaine de gravures animales sont répertoriées, représentant des chevaux, bouquetins, cerfs, aurochs, bisons... Les représentations sont stylisées, avec des têtes minuscules, et une seule patte représentée par paire.
Par comparaison stylistique avec les grottes de la région, l'art pariétal est attribué principalement au Solutréen, mis à part un bison, attribué au Magdalénien.